# جون سبنسر (ممثلة)
جون روزاليند سبنسر (بالإنجليزية: June Rosalind Spencer)‏ (14 يونيو 1919 - 8 نوفمبر 2024) هي ممثلة إنجليزية اشتهرت بدورها الطويل في شخصية بيجي وولي في المسلسل التلفزيوني «The Archers» على راديو بي بي سي 4. لعبت سبنسر الشخصية من عام 1950 إلى عام 1953، ومرة أخرى من عام 1962 إلى عام 2022.

## الروابط الخارجية
- جون سبنسر في قاعدة بيانات الأفلام على الإنترنت